# Hlohovec
 Ovo je glavno značenje pojma Hlohovec. Za druga značenja pogledajte Okrug Hlohovec.
Hlohovec (njem. Freistadt(l) an der Waag, mađ. Galgóc)  je grad u zapadnoj Slovačkoj u Trnavskom kraju  upravno središte Okruga Hlohovec.

## Zemljopis
Grad se nalazi u zapadnoj Slovačkoj na rijeci Váh, istočno od središta kraja Trnave

## Povijest
Prvi pisani spomen o postojanju grada su iz 1113. godine, kada je u tzv. Drugoj Zoborskoj povelji pomenut grad Galgoc. Status grada je dobio 1362. Osmanska vojska je 1663. godine osvojila grad i kao ejalet Holok, pripojila ga Sandžaku Nové Zámke. Austrijska vojska osvojila je grad 1685. godine.
Hlohovec se često naziva i grad ruža (mjesto ruží), danas je regionalni centar poznat po farmaceutskoj industriji.

## Znamenitosti
Glavna znamenitosti grada je dvorac izgrađen u barokne stilu 1720. Izgrađen je na mjestu prethodne slovenske naseobinama i srednjovjekovnog utvrđenja. U okviru dvorca nalazi se kazalište osnovano 1802. u kojem je nastupao i Ludwig van Beethoven na što podsjeća bista postavljena ispred zgrade kazališta.
Na trgu Svetog Mihaela nalazi se katedrala izgrađena u gotskom stilu. Pored nje se nalazi kapela svete Ane iz 18. stoljeća. Na sjevernom rubu gradske jezgre nalazi se  franjevačka crkva i samostan sagrađen 1492., dio franjevačkog posjeda danas zauzima Muzej narodne povijesti i zemljopisa.
Park oko dvorca s jezerom i francuskim terasa je vrlo posjećena između ostalog zbog velikog broja rijetkih vrsta drveta posebno gorskog Javor (Acer pseudoplatanus).

## Stanovništvo
| Godina:     | 1993.  | 2003.   | 2013.   | 2023.    |
| ----------- | ------ | ------- | ------- | -------- |
| Broj ljudi: | 24 018 | 23 264  | 22 441  | 19 774   |
| Razlika:    |        | -3,13 % | -3,53 % | -11,88 % |

| Godina:     | 2022.  | 2023.   |
| ----------- | ------ | ------- |
| Broj ljudi: | 19 992 | 19 774  |
| Razlika:    |        | -1,09 % |

Po popisu stanovništva iz 2001. godine grad je imao 23.729 stanovnika.
Nacionalnost: 
- Slovaci 97,85 %
- Romi 0,72 %
- Česi 0,63 %

Prema vjeroispovijesti najviše je rimokatolika 79,58 %, ateista 14,85 % i luterana 2,44 %.

## Gradovi prijatelji
- De Panne, Belgija
- Hranice, Češka
- Slovenske Konjice, Slovenija

## Vanjske poveznice
- Službena stranica

### Ostali projekti
|  | Zajednički poslužitelj ima još gradiva o temi Hlohovec |